# Marcos García Barreno
Marquitos (bürgerlich Marcos García Barreno; * 21. März 1987 in Sant Antoni de Portmany) ist ein spanischer Fußballspieler, der seit Sommer 2012 bei Deportivo Xerez in der spanischen Segunda División spielt.

## Karriere
Marquitos startete seine Karriere im Alter von 19 Jahren beim spanischen Erstligisten FC Villarreal. Aufsehen erregte er durch seine Tore beim 1:0-Heimsieg gegen Real Madrid und beim 2:0-Heimsieg gegen den FC Barcelona. In beiden Partien spielte er durch und wusste zu überzeugen. Aufgrund der großen Konkurrenz bei den Ostspaniern wurde Marquitos für die Saison 2007/08 an den Erstligakonkurrenten Recreativo Huelva verliehen. Nach einer durchschnittlichen Saison bei Huelva kehrte er nach Villarreal zurück und wurde noch vor Saisonbeginn an Zweitligist Real Sociedad San Sebastián ausgeliehen. Dort avancierte er schnell zum Stammspieler und kam in 38 von 42 Ligaspielen zum Einsatz. Nach der Saison kehrte er erneut zum FC Villarreal zurück, wurde aber nicht wieder verliehen, sondern ablösefrei zu Real Valladolid transferiert.
Die Saison 2009/10 verlief sportlich nicht zufriedenstellend. Zwar konnte Marquitos in den drei Einsätzen zwei Tore erzielen, stand aber im weiteren Saisonverlauf nur selten in der Startelf und stieg mit dem Klub am Ende der Saison ab. Im Sommer 2010 kehrte er schließlich leihweise nach Villarreal zurück, wo er in der zweiten Mannschaft spielte, die in der Segunda División B aktiv ist. Nach drei Jahren in Valladolid schloss er sich im Sommer 2012 Deportivo Xerez an.